# خزانة صاحبة الجلالة ضد أحمد
خزانة صاحبة الجلالة ضد أحمد [2010] UKSC 2 هو قانون دستوري في المملكة المتحدة وقضية حقوق إنسان تتعلق بقانون الأمم المتحدة لعام 1946 والسلطات التي يمنحها للسلطة التنفيذية لإصدار أوامر مكافحة الإرهاب.

## حقائق
بموجب القسم 1 من قانون الأمم المتحدة لعام 1946، أقرت المملكة المتحدة أمر الإرهاب (تدابير الأمم المتحدة) لعام 2006 وأمر تنظيم القاعدة وطالبان (تدابير الأمم المتحدة) لعام 2006، للوفاء بالتزاماتها بموجب المادة 25 من ميثاق الأمم المتحدة لإعطاء قرار مجلس الأمن رقم 1373 (2001). وكان الهدف منع تمويل الإرهاب. سمحوا بتجميد الأصول الاقتصادية، بغض النظر عن النفقات الأساسية، لأي شخص يحدده الأمر. سمحت المادة 4 (1) (2) من الأمر الإرهابي للخزانة بتعيين أي شخص لديه أسباب معقولة للاشتباه في «أنه أو قد يكون» يساعد الإرهاب. نصت المادة 3 (1) (ب) من أمر القاعدة على أن الأشخاص المدرجين في قائمة «لجنة الجزاءات» التابعة لمجلس الأمن التابع للأمم المتحدة هم من الأشخاص المعينين. قامت وزارة الخزانة بتعيين محمد جبار أحمد، وكذلك محمد الغبرة وهاني السيد صباحي يوسف، كمشتبه بهم، وتم تجميد حساباتهم المصرفية، على الرغم من منحهم تراخيص لتلقي استحقاقات الضمان الاجتماعي. تقدموا بطلب لإلغاء الأمر.
عقد كولينز ج أن الأوامر كانت منتهية للغاية من قانون الأمم المتحدة 1946 القسم 1، وألغتهم. عند الاستئناف، سمحت محكمة الاستئناف جزئيا باستئناف من قبل وزارة الخزانة. إذا كانت عبارة «أو ربما» قد أزيلت من اختبار الشك المعقول الذي استندت إليه توجيهات الخزانة، فإن المادة 4 من أمر الإرهاب صحيحة. كما كان أمر القاعدة قانونياً، على الرغم من أن الشخص المعين يمكنه الاستمرار في طلب المراجعة القضائية لتعيينه. ثم طالب أحمد بالمراجعة القضائية لإدراجه في القائمة، أو سعى بدلاً من ذلك إلى إلغاء أمر تنظيم القاعدة. ثم أعلن القاضي في البداية أن أمر تنظيم القاعدة تجاوز حدود أحمد، ولكنه لم يقم بإلغائه. استأنفت الخزانة مباشرة أمام المحكمة العليا.

## حكم
رأت المحكمة العليا أنه لا يمكن تجاوز الحقوق الأساسية إلا من خلال لغة صريحة أو مع ما يلزم من آثار، وبالتالي فإن الصياغة العامة للقسم 1 من قانون الأمم المتحدة لعام 1946 لم تمكّن الحكومة من تمرير الأمر. لم يتم صياغة القرار 1373 (2001) من حيث الشك المعقول، لذا فإن إدخال أمر مثل هذا الاختبار على الإرهاب (تدابير الأمم المتحدة) 2006 تجاوز ما هو ضروري للامتثال للقرار. وهذا يعني أن أمر الإرهاب كان متجاوزًا.
بناء على أمر القاعدة، حكمت المحكمة العليا (اللورد براون المخالف) بأنها نفذت إجراءات لجنة الجزاءات، التي لم يكن لها في حد ذاتها نص على الإنصاف الإجرائي الأساسي. وقد حرم هذا الأشخاص المعينين من الحق الأساسي في الوصول إلى سبيل انتصاف قضائي فعال. وعليه، فإن المادة 3 (1) (ب) من أمر تنظيم القاعدة منتهية الصلاحية.
بناء على طلب وزارة الخزانة بتعليق أمر المحكمة، رُئي أنه لا ينبغي للمحكمة أن تلجأ إلى إجراء تم تصميمه للتعتيم على أثر حكمها وبالتالي لن يتم تعليق أي جزء من أمر المحكمة.
قال اللورد هوب (بموافقة اللورد ووكر وليدي هيل) ما يلي.
| « | 61. أود أن أعتبر أنه من خلال تقديم اختبار الشك المعقول كوسيلة لإنفاذ قرار مجلس الأمن 1373 (2001) ، تجاوزت الخزانة سلطاتها بموجب القسم 1 (1) من قانون عام 1946. هذا مثال واضح على محاولة التأثير سلبًا على الحقوق الأساسية للمواطن بدون سلطة واضحة للبرلمان - وهي عملية أدانها اللورد براون - ويلكنسون في "آر ضد وزير الدولة للشؤون الداخلية" [1998] AC 539. كما قال اللورد هوفمان في "آر ضد وزير الدولة للشؤون الداخلية" [2000] 2 AC ، 115 ،131، لا يمكن تجاوز الحقوق الأساسية بكلمات عامة أو غامضة. إن عدم وجود أي إشارة إلى أن البرلمان فرض قيودًا على حرية الأفراد في الاعتبار عند مناقشة أحكام قانون عام 1946 يجعل من المستحيل القول أنه واجه هذه الآثار بشكل مباشر وكان على استعداد لقبول التكلفة السياسية عندما تم اتخاذ التدبير. في رأيي، فإن أمر الأرهاب هو منتهى الصلاحية للقسم 1 (1) من قانون عام 1946، ورهنا بما أقوله عن التاريخ الذي يجب أن تسري فيه هذه الأوامر، فإنه مع التوجيهات التي صدرت بموجبه في حالات يجب إلغاء A و K و M و G. ... 73. إن قرارات مجلس الأمن التي كانت موضع نظر في قضية [الجدّة] قد صدرت عملاً بالمادة 42 من الميثاق، كما هو الحال في هذه الحالة، بموجب المادة 41. لكن السيد سينغ لم يقترح، في رأيي بحق، أنه يمكن تمييزه على هذا الأساس. ما اقترحه هو أن الدائرة الكبرى للمحكمة الأوروبية لحقوق الإنسان، التي ستنظر قبلها قضية "جدة" ، قد تتوصل إلى وجهة نظر مختلفة بشأن هذه المسألة، خاصة في ضوء قرار قاضي ضد مجلس الاتحاد الأوروبي. وأشار إلى أن الحظر على عقوبة الإعدام، بخلاف حظر التعذيب، ليس من القواعد الآمرة، فإن الاستنتاج المنطقي لنهج "جدة" هو أن توجيه مجلس الأمن هو أن أولئك الذين تثبت إدانتهم بالإرهاب يجب أن تسود الأفعال المحكوم عليها بالإعدام على المادة 2 من الاتفاقية والمادة 1 من البروتوكول 13 (بروتوكول عقوبة الإعدام). ويمكن القول بأن هذا كان لدفع أثر المادة 103 إلى حد بعيد: انظر "سورينغ ضد المملكة المتحدة" (1989) 11 EHRR 439. ويمكن قول الشيء نفسه عن انتهاكات حقوق الاتفاقية التي نتجت عن المجلس الأعلى للثقافة يوجه نوع نظام التجميد الذي صممته القاعدة لتنظيم القاعدة لتنفيذها، لا سيما في ضوء تأثيرها إلى أجل غير مسمى والافتقار إلى الوصول الفعال إلى محكمة مستقلة لتحديد الطعون في القرارات المتعلقة بالإدراج في القوائم ورفعها من القائمة. 74. لا أعتقد أن الأمر مفتوح أمام هذه المحكمة للتنبؤ بكيفية النظر إلى منطق مجلس اللوردات في "جدة" في ستراسبورغ. في الوقت الحاضر يجب أن نمضي على أساس أن المادة 103 لا تترك مجالا لأي استثناء، وأن حقوق الاتفاقية تندرج في فئة الالتزامات بموجب اتفاق دولي يجب أن تسود عليه الالتزامات بموجب الميثاق. حقيقة أن الحقوق التي تسعى G إلى الاحتجاج بها في هذه الحالة هي الآن جزء من القانون المحلي لا تؤثر على هذا الاستنتاج. وكما أشار اللورد بينغهام بشكل لا يُنسى في "المحكم الخاص آر" [2004] 2 AC 323 ، الفقرة 20، فإن الاتفاقية هي صك دولي لا يمكن تفسيره بشكل صحيح إلا من خلال محكمة ستراسبورغ. يجب أن تقدم محكمة ستراسبورغ التوجيهات الرسمية المطلوبة حتى يمكن لجميع الدول المتعاقدة أن تتخذ موقفا موحدا بشأن مدى إمكانية الاحتفاظ بحقوق الاتفاقية أو أي منها على الإطلاق، إذا كان ذلك ممكنا. الالتزامات بموجب ميثاق الأمم المتحدة. 75. لكن هذا يترك مفتوحا للنظر في كيفية النظر إلى الموقف بموجب القانون المحلي. وأكد السيد سينغ أن الالتزام بموجب المادة 25 من الميثاق بتفعيل قرارات مجلس الأمن الخاصة بتوجيه التدابير المتخذة ضد أسامة بن لادن والقاعدة وطالبان يجب أن يحترم الأسس الأساسية لنظامنا القانوني. كان هناك حقان أساسيان في قضية G، وبما أنهما موجودان في القانون المحلي، فإن حقه في الاحتجاج بهما لم يتأثر بالمادة 103 من ميثاق الأمم المتحدة. أحدهما هو الحق في التمتع السلمي بممتلكاته، والتي لا يمكن التدخل فيها إلا من خلال الكلمات التشريعية الواضحة: "انتيك ضد كارينجتون" (1765) 19 محاكمات ولاية هويل 1029 ، 1066 ، بقلم اللورد كامدن سي جيه. والآخر كان حقه في الوصول إلى المحكمة دون عوائق: "آر (أنوفريجيفا) ضد وزير الدولة لشؤون وزارة الداخلية" [2004] 1 AC 604، الفقرة 26، لكل لورد ستين. كما تم وضعها بواسطة فيكونت سيموندس في "شركة بيكس جرانيت المحدودة ضد وزارة الإسكان والحكم المحلي" [1960] AC 260 ، 286، حق الشخص في الوصول إلى محاكم جلالة الملكة لتحديد حقوقه لا يجب استبعاده إلا بكلمات واضحة. وكما أشار السيد سينغ، فإن كلا من هذه الحقوق يتم تبنيها بمبدأ الشرعية، الذي يقع في صميم العلاقة بين البرلمان والمواطن. لا يجوز تجاوز الحقوق الأساسية بالكلمات العامة. يمكن القيام بذلك فقط عن طريق اللغة الصريحة أو بالتضمين الضروري. لذا، لم يكن مفتوحًا للخزانة أن تستخدم سلطاتها بموجب الصياغة العامة للبند 1 (1) من قانون 1946 لإخضاع الأفراد لنظام كان له هذه الآثار. 76. أوافق على اقتراح السيد سينغ بأنه، حيث لا يجوز تجاوز الحقوق الأساسية بالكلمات العامة، فإن القسم 1 من قانون عام 1946 لا يمنح سلطة تجاوز الحقوق الأساسية للفرد. وهي لا تفعل ذلك سواء بشكل صريح أو ضمني. والسؤال هو ما إذا كان تأثير تعيين G تحت AQO له هذا التأثير. إلى حد ما يجب أن يكون هذا مسألة درجة. قد يكون واضعي القسم 1 قد توقعوا بعض التدخل في الحق في التمتع السلمي بممتلكاتهم، لأنه يجيز وضع أحكام بشأن اعتقال ومحاكمة ومعاقبة الأشخاص المخالفين للأمر. وإلى هذا الحد، يمكن اعتبار الخطوات القسرية للتمكين من تطبيق التدابير بشكل فعال ضمن نطاقها. ولكن يجب أن تأتي نقطة عندما يكون التطفل على الحق في التمتع بممتلكات الفرد كبيرًا جدًا وغامرًا وخالقًا لدرجة أن عدم وجود أي وسيلة فعالة للطعن يعني أنه لا يمكن تحقيق ذلك إلا تحت السلطة الصريحة للبرلمان. | » |

## الدلالة
ألغت هذه القضية الطريقة التي امتثلت بها المملكة المتحدة، من خلال الأوامر القانونية، لقرار مجلس الأمن 1373. أجبرت حكومة جوردون براون على تصور قانون تجميد الأصول الإرهابية (أحكام مؤقتة) لعام 2010 وتمريره خلال أسبوع.